# The Hartford Financial Services Group
The Hartford Insurance Group (bis 2025: The Hartford Financial Services Group; Kürzel an der NYSE: HIG), ein Fortune-100-Unternehmen, gehört zu den größten Investment- und Versicherungsgesellschaften der USA mit einem Umsatz von 18,8 Mrd. Euro (25,9 Mrd. US-Dollar) im Jahr 2007. The Hartford bietet eine Reihe von Finanzprodukten an, sowie Lebensversicherungen, betriebliche Altersvorsorge, Kfz- und Wohngebäudeversicherungen und gewerbliche Schaden- und Unfallversicherungen. Weltweit verfügt die Gesellschaft über Zweigstellen in Japan, Großbritannien, Kanada, Brasilien und Irland.

## Geschichte
Im Geschäftsjahr 2008 haben sich die Umsätze von 25.916 Mio. US-Dollar (2007) auf 9.219 Mio. US-Dollar (2008) vermindert. Der Gewinn 2007 von 2.949 Mio. US-Dollar hat sich zu einem Verlust 2008 von 2.749 Mio. US-Dollar vermindert.
Im Oktober 2008 hat die Allianz SE für 0,75 Mrd. US-Dollar einen Anteil von 8 Prozent an Hartford Financial übernommen. Darüber hinaus wurden für 1,75 Mrd. Euro Hartford-Anleihen übernommen. Hartford will 3,4 Mrd. US-Dollar aus dem US-Bankenrettungsprogramm TARP aufnehmen.
Mai 2009 gibt das Unternehmen bekannt, sich in seinen Geschäftsaktivitäten aus Europa zurückzuziehen.

## Aktionärsstruktur
Mit Stand vom 31. März 2025 waren folgende Hauptaktionäre publiziert:
| Aktionär                        | Aktien | Stand        | Anteil in % | Wert in USD   |
| ------------------------------- | ------ | ------------ | ----------- | ------------- |
| Vanguard Group Inc              | 37M    | Mar 31, 2025 | 13,16 %     | 4,551,471,951 |
| Blackrock Inc.                  | 32.16M | Mar 31, 2025 | 11,44 %     | 3,955,348,392 |
| State Street Corporation        | 16.17M | Mar 31, 2025 | 5,75 %      | 1,988,855,265 |
| FMR, LLC                        | 12.37M | Mar 31, 2025 | 4,40 %      | 1,521,397,701 |
| Price (T.Rowe) Associates Inc   | 11.91M | Mar 31, 2025 | 4,23 %      | 1,464,445,011 |
| Geode Capital Management, LLC   | 7.41M  | Mar 31, 2025 | 2,64 %      | 911,365,917   |
| Dimensional Fund Advisors LP    | 5.18M  | Mar 31, 2025 | 1,84 %      | 637,040,493   |
| Invesco Ltd.                    | 4.7M   | Mar 31, 2025 | 1,67 %      | 577,852,647   |
| Victory Capital Management Inc. | 4.46M  | Mar 31, 2025 | 1,59 %      | 548,534,736   |
| Nordea Investment Management AB | 4.09M  | Jun 30, 2025 | 1,46 %      | 503,276,148   |